# Unterpentinghausen
Unterpentinghausen ist ein Ortsteil der Gemeinde Marienheide im Oberbergischen Kreis in Nordrhein-Westfalen.

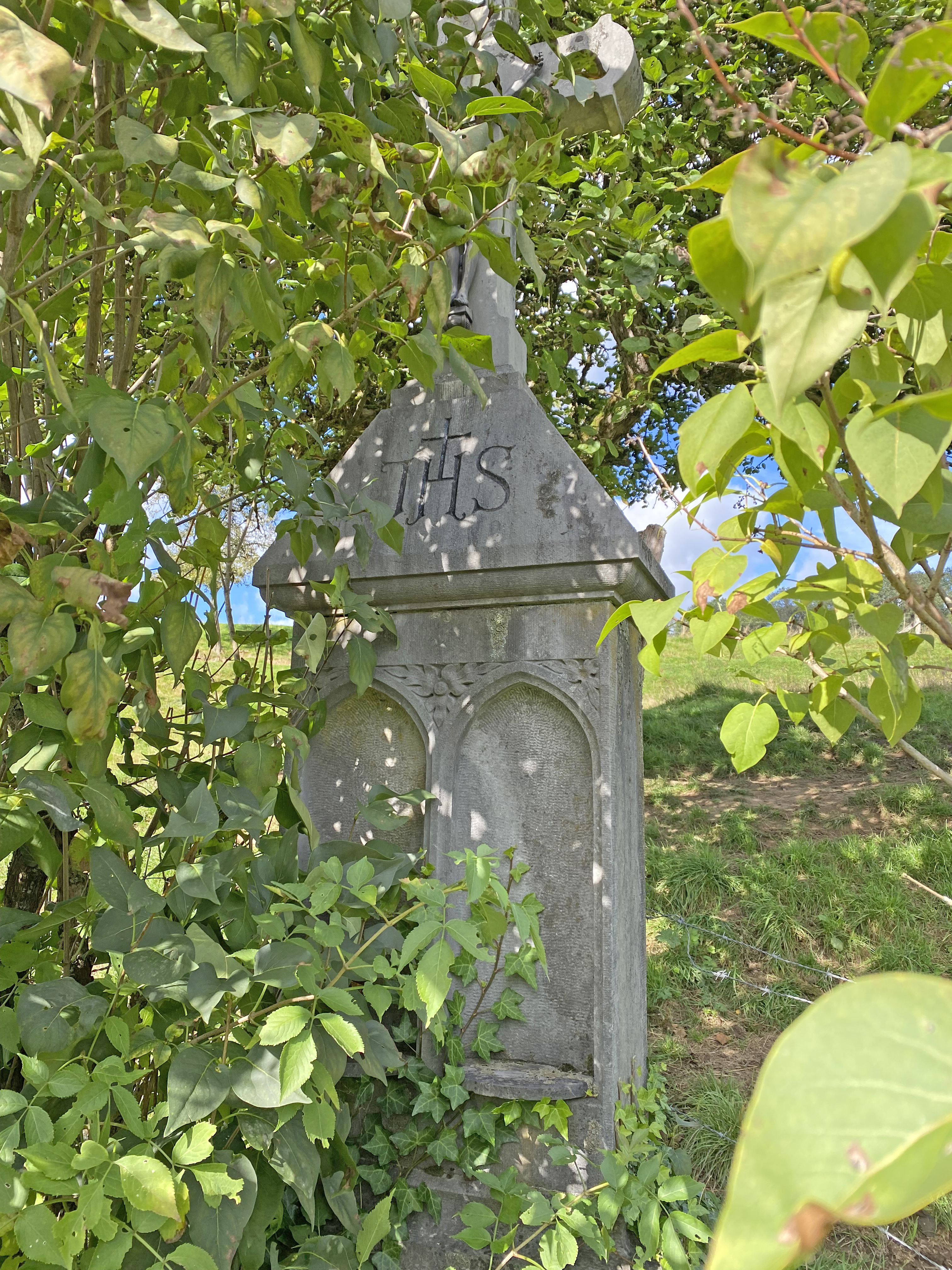
Wegekreuz Unterpentinghausen

## Lage und Beschreibung
Der Ort liegt im Südwesten von Marienheide an der Grenze zur Gemeinde Lindlar nahe der Ortschaft Gimborn, von wo er über die Pastoratsstraße angefahren werden kann. Weitere Nachbarorte sind Kümmel und der zu Lindlar gehörende Ort Eibach.
Die aus zwei Häusern bestehende Hofschaft liegt in der Quellmulde des Unterpentinghausener Siefens, der in der Hofschaft in einem Quellteich entspringt und südwestlich in den Gimborner Bach mündet. 

## Geschichte
Im Jahr 1468 wird in den Rechnungsbelegen des Amtes Steinbach ein Müller von Pentekusen erwähnt, der Stall und Scheune in Ordnung brachte. 1610 auf der Waye-Karte. In der Preußischen Uraufnahme von 1840 ist der Ort unter der Bezeichnung „Nd. Pentinghausen“ auf topografischen Karten verzeichnet.
Das denkmalgeschützte Gut Niederpentinghausen besteht aus einem Wohnhaus aus dem 18. Jahrhundert mit angebauten Stall, Scheune und Remise. In Hofnähe steht zudem ein altes Wegekreuz.

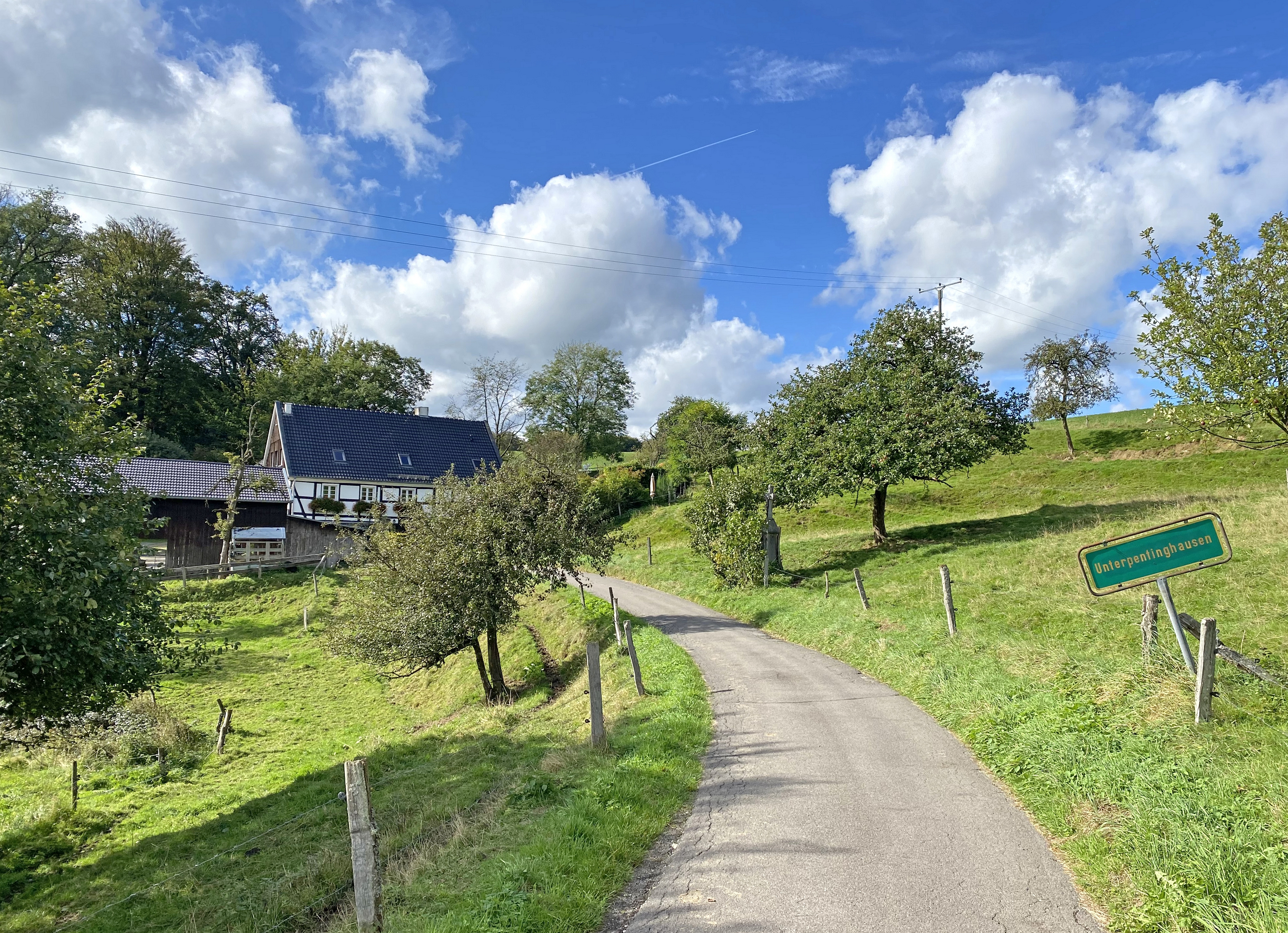
Unter(Nieder-)pentinghausen
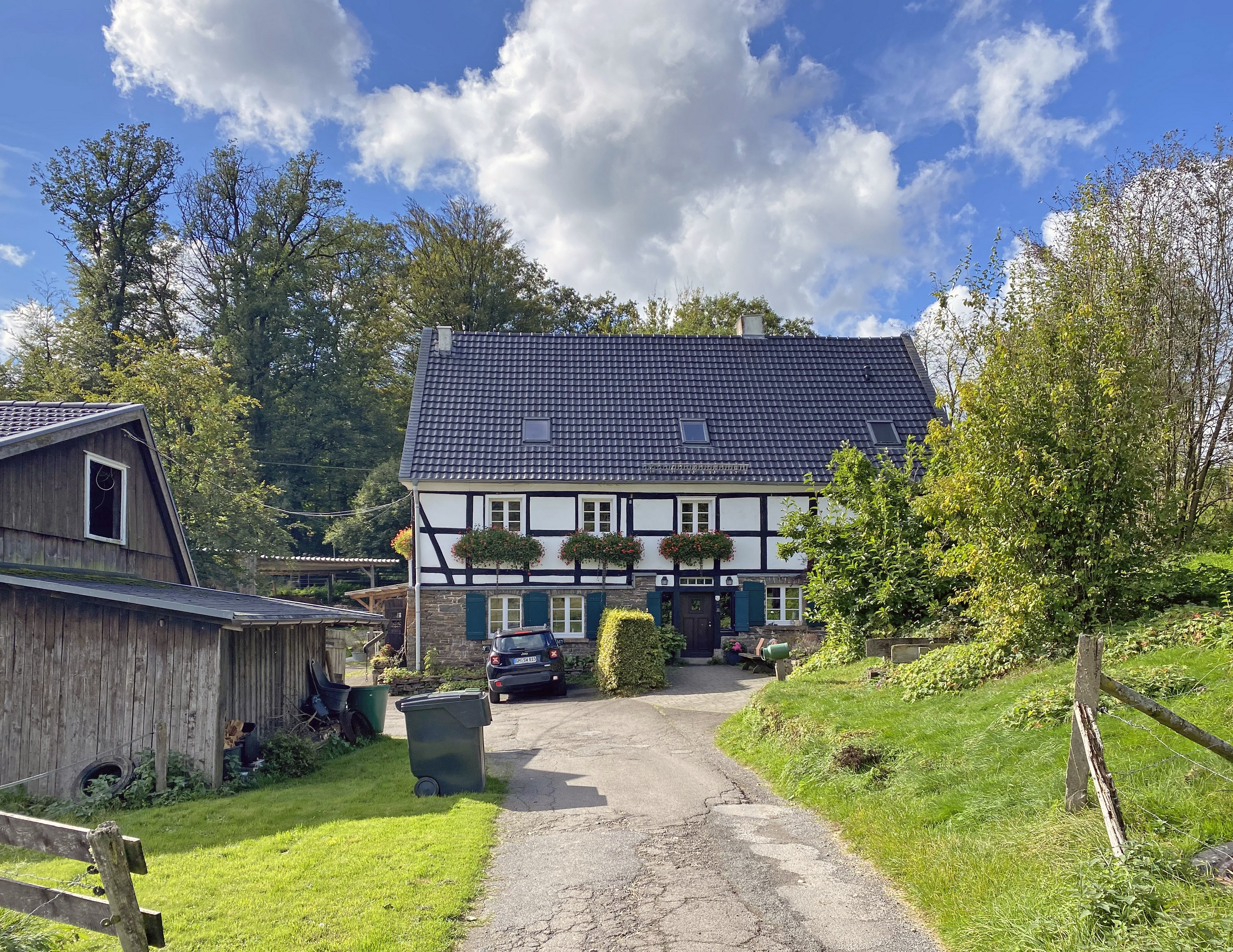
Baudenkmal Gut Niederpentighausen
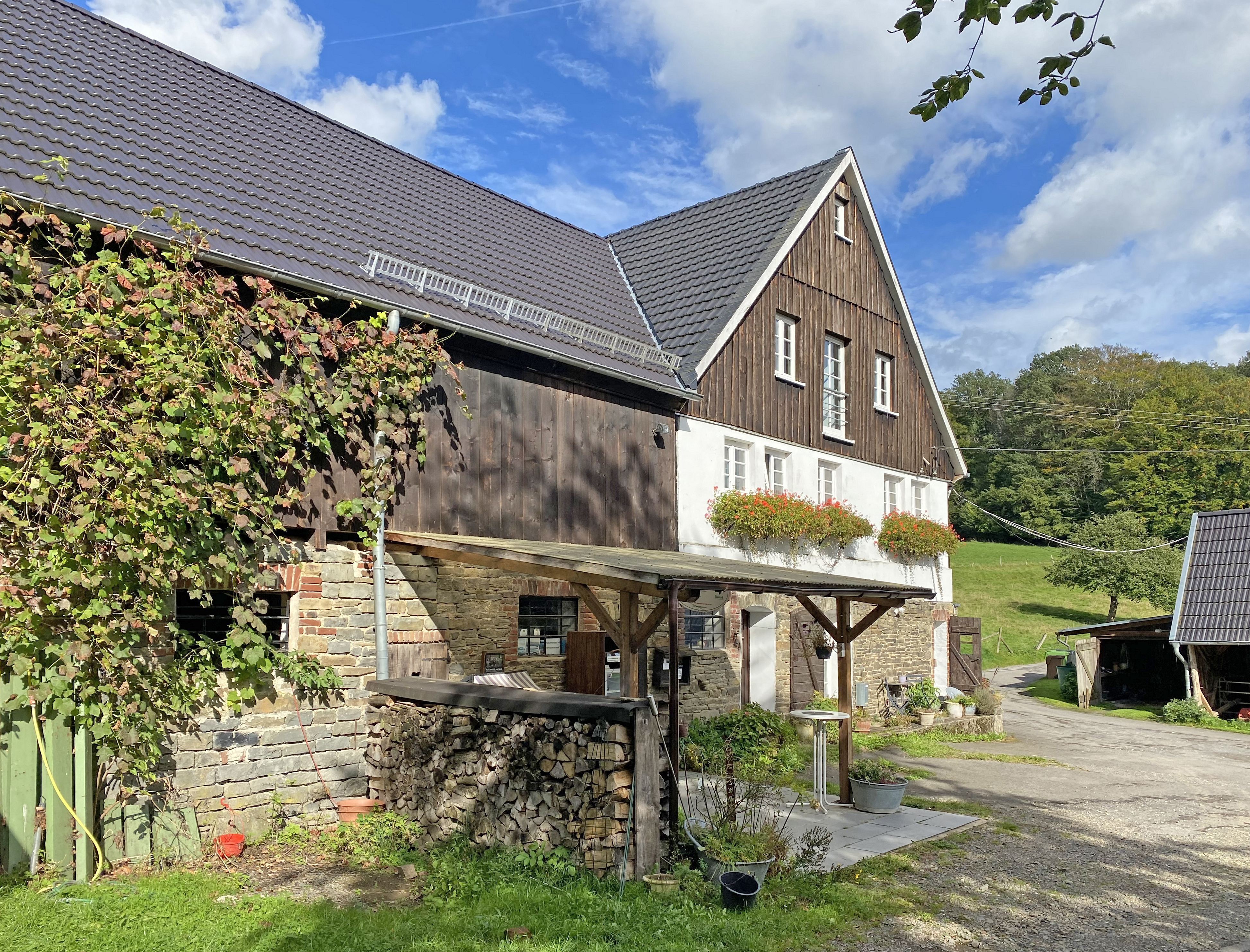
Baudenkmal Gut Niederpentighausen
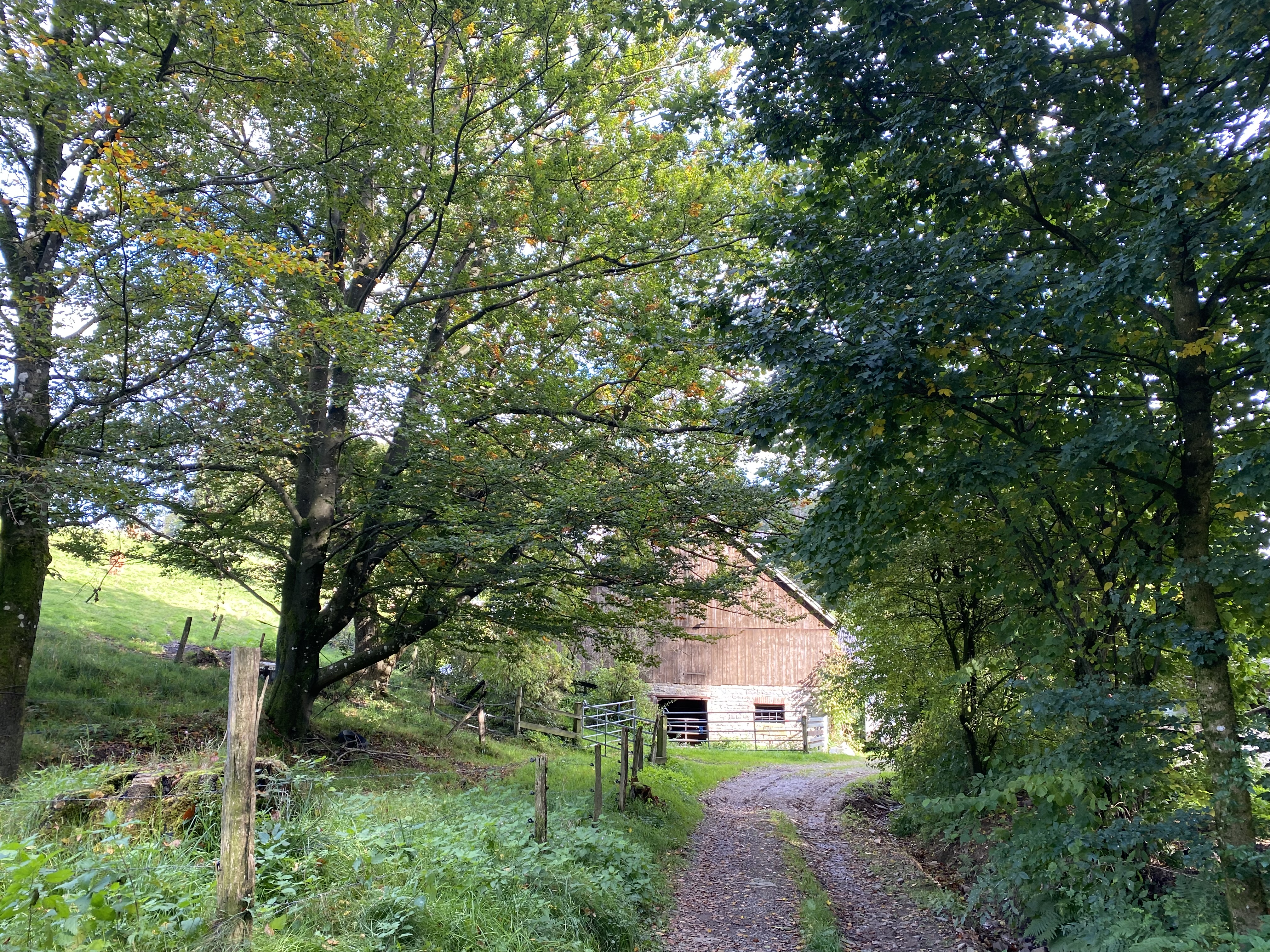
Scheune Unterpentinghausen

An der Zufahrtsstraße befindet sich ein alter Steinbruch. Verschiedene Hohlformen, die auf Steinbrüche hindeuten und ein circa 15 bis 20 Meter tief eingeschnittener großer Grauwackesteinbruch, halbkreisförmig mit Zufahrt, weisen dieses Areal als Steinentnahmefläche aus. Gesichert ist die Datierung Mitte des 19. Jahrhunderts, zu vermuten sind auch ältere Entnahmebereiche. Ab 1874 gehörten Schloss Gimborn sowie die Steinbrüche dem Reichsfreiherrn Franz-Egon von Fürstenberg zu Gimborn. Dieser ließ die gebrochenen Steine aus seinem Steinbruch über eine kleine Zubringerbahn zur Verladestation Gimborn an der Leppetalbahn transportieren.

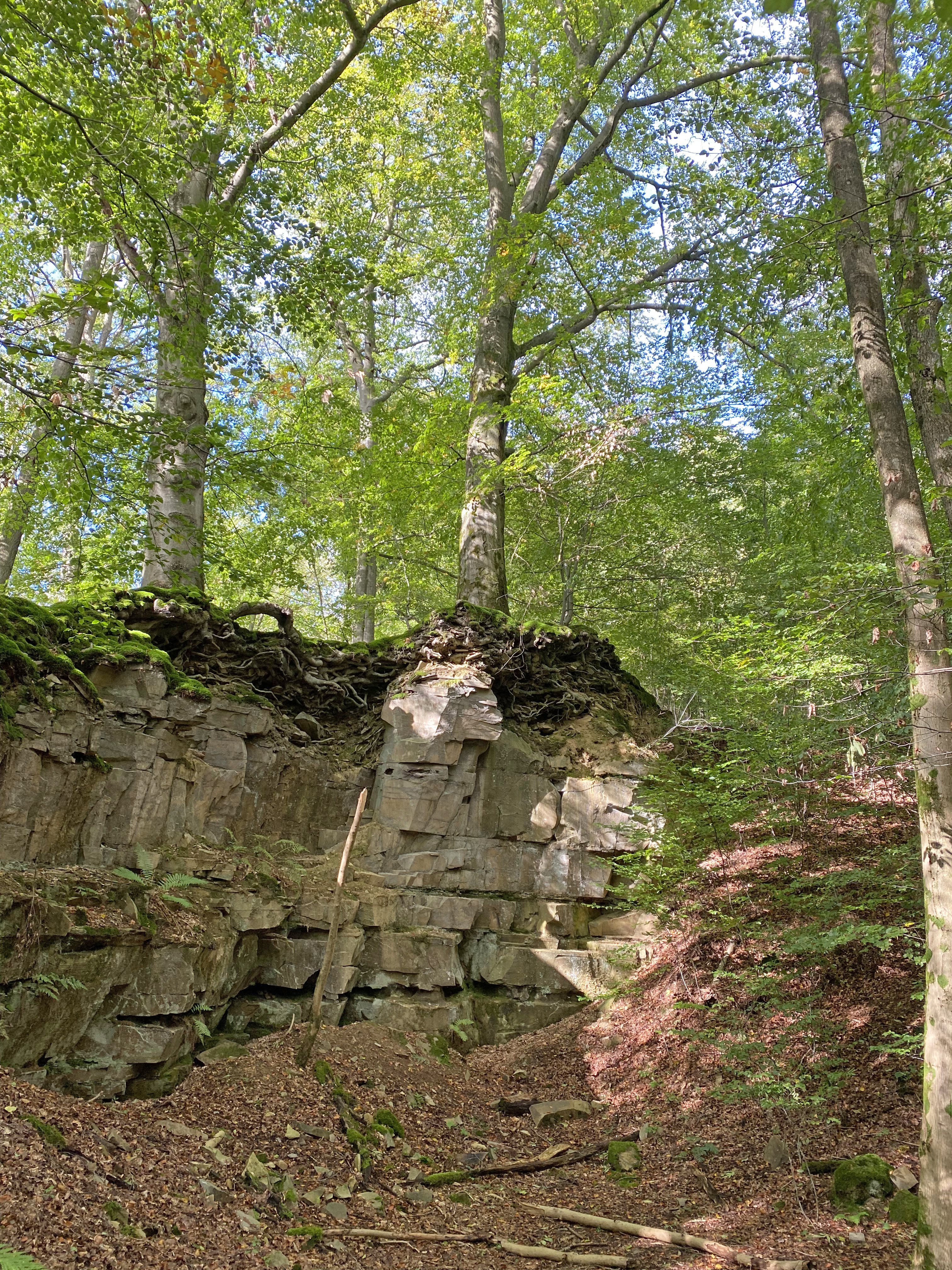
Alter Steinbruch Gimborn
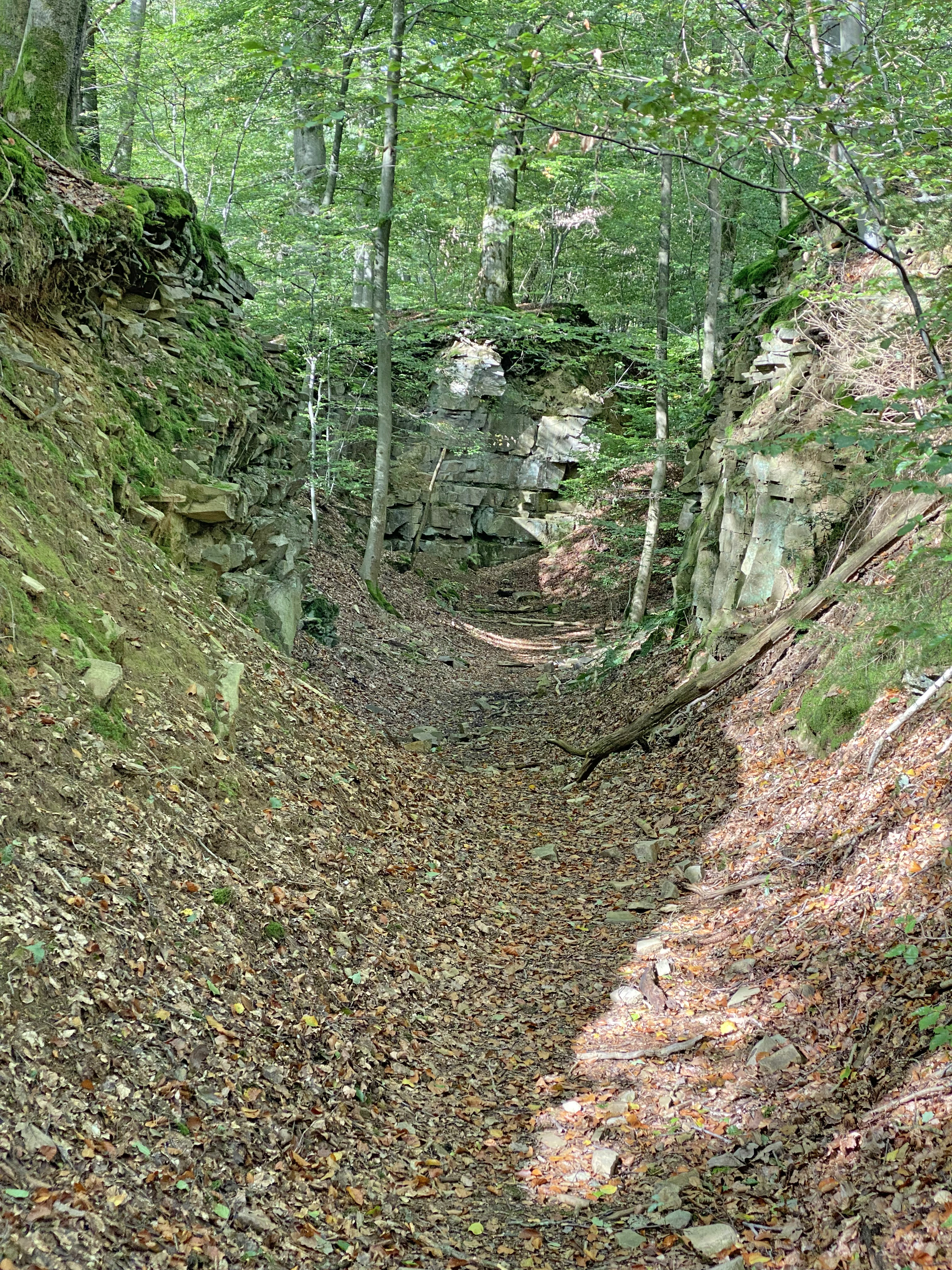
Alter Steinbruch Gimborn

## Busverbindungen
Über die Haltestelle Gimborn Abzweig der Linie 308 (VRS/OVAG) ist Unterpentinghausen an den öffentlichen Personennahverkehr angebunden.